# 多眼光蟾魚
多眼光蟾魚（学名：Porichthys oculellus），為輻鰭魚綱蟾魚目蟾魚科的其中一種，分布於東南太平洋區的哥倫比亞海域，棲息深度4-9公尺，體長可達7.4公分，為底棲性魚類。

## 外部連結
多眼光蟾魚的圖片